# 墔鄉通範
墔鄉通範（日语：／ Saigō Michinori），日本电影制片人，生于日本冈山县。

## 生平
2002年开始导演工作。
其最初音乐视频“ beyo〜nd”被提名为Space Shower TV赞助的“ VIDEO MUSIC AWARD 2002”的替代视频。墔鄉通範在日本《商业摄影》杂志中被介绍为有前途的音乐视频导演之一。